# Marek Icha
Marek Icha, né le 14 mars 2002 à Veselí nad Lužnicí en Tchéquie, est un footballeur tchèque qui évolue au poste d'arrière droit au Slovan Liberec.

## Biographie

### En club
Né à Veselí nad Lužnicí en Tchéquie, Marek Icha commence le football avec le club du TJ Lokomotiva Veselí nad Lužnicí avant d'être formé par le MAS Táborsko.
Il joue son premier match en professionnel avec ce club, le 8 mars 2020, lors d'une rencontre de championnat face au SK Benešov (en). Il entre en jeu et son équipe s'impose par cinq buts à un.
Le 5 janvier 2022, Marek Icha rejoint le SK Slavia Prague. Il signe un contrat courant jusqu'en juin 2025 avant d'être prêté dans la foulée au FC Vlašim jusqu'à la fin de la saison.
Icha fait son retour au Slavia durant l'été 2022 et joue son premier match officiel avec le club le 7 août 2022, lors d'une rencontre de championnat face au FC Trinity Zlín. Titularisé, il se fait remarquer en marquant également son premier but. Ouvrant le score de la tête sur un service de Petr Ševčík, il participe à la victoire de son équipe par quatre buts à un,.
Le 8 septembre 2022, Marek Icha est prêté par le Slavia au FK Pardubice.
Icha joue son premier match pour le FK Pardubice le 11 septembre 2022, lors d'une rencontre de championnat face au FC Baník Ostrava. Il est titularisé et son équipe est battue par trois buts à zéro.
Lors de l'été 2024, Marek Icha quitte définitivement le Slavia Prague pour rejoindre le Slovan Liberec. Le transfert est annoncé le 11 juin 2024 et il signe un contrat courant jusqu'en juin 2028.

### En sélection
Marek Icha joue son premier match avec l'équipe de Tchéquie espoirs le 18 novembre 2022 contre le Portugal. Il entre en jeu son équipe s'incline par cinq buts à un.